# Epidemia de viruela norteamericana de 1775-1782

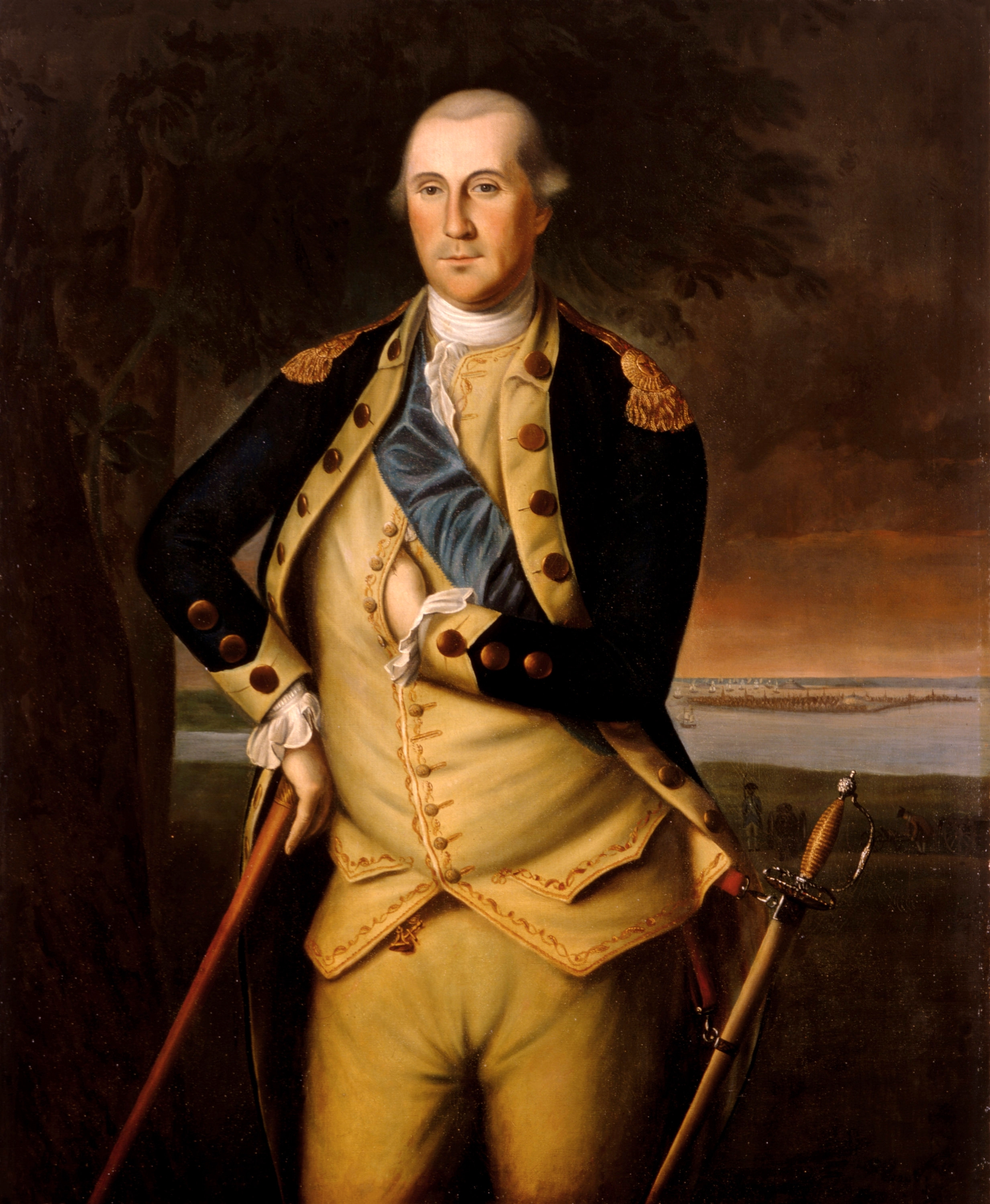
George Washington por Charles Willson Peale, 1776.

La epidemia de viruela norteamericana de 1775-1782 fue una epidemia que afectó al Nuevo Mundo del Hemisferio Occidental. La guerra de Independencia de los Estados Unidos, que supuso el traslado de tropas de Europa, contribuyó a su expansión. Durante este tiempo, no había tecnología médica disponible para proteger a los soldados de los brotes en campamentos de tropas hacinadas e insalubres. Por lo tanto, este virus representaba una amenaza importante para el éxito del Ejército Continental, dirigido por George Washington.
Al menos un 30% (decenas de miles) de los nativos americanos del noroeste mueren de viruela. En la epidemia que comenzó en 1775 el mínimo contado fue de 130 658 personas muertas.
El historiador Hubert Howe Bancroft calculó que solo en Nuevo México, la epidemia mató a 5 025 indios de las misiones. Si se incluyeran los indios que no pertenecen a la misión, este número sería mucho mayor. En agosto de 1779, después de una pausa de dieciocho años, la viruela azotó la Ciudad de México. Se movió rápidamente, y para el 27 de diciembre la enfermedad había afectado a 44 286 personas en la ciudad. “Gran parte de la juventud mexicana fue talada ese año”, señaló el explorador Alexander von Humboldt. Cuando terminó, a principios de 1780, se estima que habían muerto 18 000.

## Antecedentes
La viruela era una enfermedad peligrosa causada por el Variola virus. El tipo más común de viruela, ordinaria, históricamente ha devastado poblaciones con una tasa de mortalidad del 30%. El virus de la viruela se transmite a través de fluidos corporales y materiales contaminados con materiales infectados. Por lo general, se requiere contacto cara a cara para que un individuo contraiga viruela como resultado de una interacción con otro humano. A diferencia de algunos virus, los seres humanos son los únicos portadores de Variola mayor. Esto limita las posibilidades de que el virus se propague sin saberlo a través del contacto con insectos u otras poblaciones animales. Las personas infectadas con viruela son infecciosas para otras personas durante unos 24 días después de su tiempo de infección. Sin embargo, hay un período de tiempo en el que los individuos son contagiosos, pero sólo han comenzado a experimentar síntomas menores como fiebre, dolores de cabeza, dolores corporales, y a veces vómitos.
No se sabe dónde comenzó el brote, pero la epidemia no se limitó a las colonias en la costa oriental, ni a las zonas devastadas por las hostilidades. El brote se extendió por todo el continente norteamericano. En 1775 ya estaba arrasando Boston, ocupada por los británicos y se extendió durante la invasión de Canadá por parte del Ejército Continental. Durante el asedio de Washington a Boston la enfermedad estalló entre los campamentos continentales y británicos. Muchos esclavos fugados que habían huido a las líneas británicas en el sur también contrajeron viruela y murieron. En el sur, llegó a Texas, y de 1778 a 1779, Nueva Orleans fue especialmente afectada debido a su área urbana densamente poblada. En 1779 la enfermedad se había extendido a México en el Virreinato de Nueva España y causaría la muerte de decenas de miles de personas. Al final, la epidemia había cruzado las Grandes Llanuras, llegando tan al oeste como la costa del Pacífico, tan al norte como Alaska y tan al sur como México, infectando prácticamente todas las partes del continente.
Una de las peores tragedias de la pandemia fue el enorme peaje que afectó a la población indígena de las Américas. La enfermedad probablemente se propagó a través de los viajes de las tribus indias Shoshone. A partir de 1780 llegó a los Pueblos del territorio que comprende el actual Nuevo México. También apareció en los puestos de comercio interior de la Compañía de la Bahía de Hudson en 1782. Afectó a casi todas las tribus del continente, incluida la costa noroeste. Se estima que mató a casi 11.000 nativos americanos en el área occidental de la actual Washington, reduciendo la población de 37.000 a 26.000 en solo siete años.

## Métodos de cuarentena
Aunque no se sabía demasiado sobre los virus y sus transiciones, los colonos ingleses en América del Norte reconocieron la eficacia de aislar a individuos infectados con viruela. Las colonias inglesas eran más conscientes de las características de la viruela que de casi cualquier otra enfermedad infecciosa. Se reconoció ampliamente que sólo había dos opciones para protegerse contra esta enfermedad, cuarentena o inoculación contra la enfermedad. Muchos temían la inoculación, y en su lugar optaron por el aislamiento a través de la cuarentena. Individuos con infecciones reconocidas fueron enviados a lugares remotos donde podían dejar que la enfermedad continuara su curso sin el temor de infectar a otros. Si es necesario, podría aumentarse la escala de la cuarentena. Esto significaba cortar pueblos enteros del resto de las colonias durante la duración de la enfermedad.
Los miembros de las colonias inglesas, así como los funcionarios ingleses, fueron proactivos en el establecimiento de directrices de cuarentena con el fin de proteger al público. Uno de los primeros ejemplos registrados de esto fue una cuarentena establecida en 1647 por los puritanos con el fin de prevenir la propagación de enfermedades de los barcos procedentes del Caribe. En 1731 se aprobó un acto, titulado "Una ley para evitar que las personas oculten la viruela". Esta ley convirtió a los jefes de familia en reporteros obligatorios para la viruela; estos individuos estaban obligados a reportar viruela en su casa a los seleccionados de la Colonia de la Bahía de Massachusetts. Los hogares infectados se indicarían entonces con la colocación de una bandera roja. En Carolina del Sur, los centinelas debían ser colocados fuera de los hogares infectados y se requerían avisos infecciosos para ser publicados. En muchas colonias se establecieron islas para poner en cuarentena a las personas que entraban en barco. Esto disminuyó las posibilidades de que la viruela se introdujera a través del comercio o los viajes. A finales de la década de 1700, casi todas las colonias tenían leyes de cuarentena en vigor con el fin de disminuir los efectos enormemente dañinos que la viruela podía tener en sus comunidades.
Al hacerse cargo del Ejército Continental, Washington reconoció el grave peligro que la viruela representaba para sus hombres y el resultado de la guerra. Con este fin, Washington se volvió "particularmente atento a los menos síntomas de viruela" entre sus hombres. Además, Washington estaba dispuesto a poner en cuarentena a cualquier miembro de sus tropas que mostrara síntomas de acuerdo con métodos y directrices previamente descubiertos, incluso mediante el uso de un hospital especial. Después de un brote de viruela en Boston, Washington tomó más precauciones para proteger a sus hombres; puso en cuarentena a sus hombres del peligroso público de Boston. Estas medidas incluían la negativa a permitir el contacto entre sus soldados y los refugiados virales de Boston. Además, ciertos retiros del Ejército Continental pueden estar vinculados al deseo de Washington de evitar la viruela y su intensa precaución cuando se trataba de sus tropas.

## Inoculación

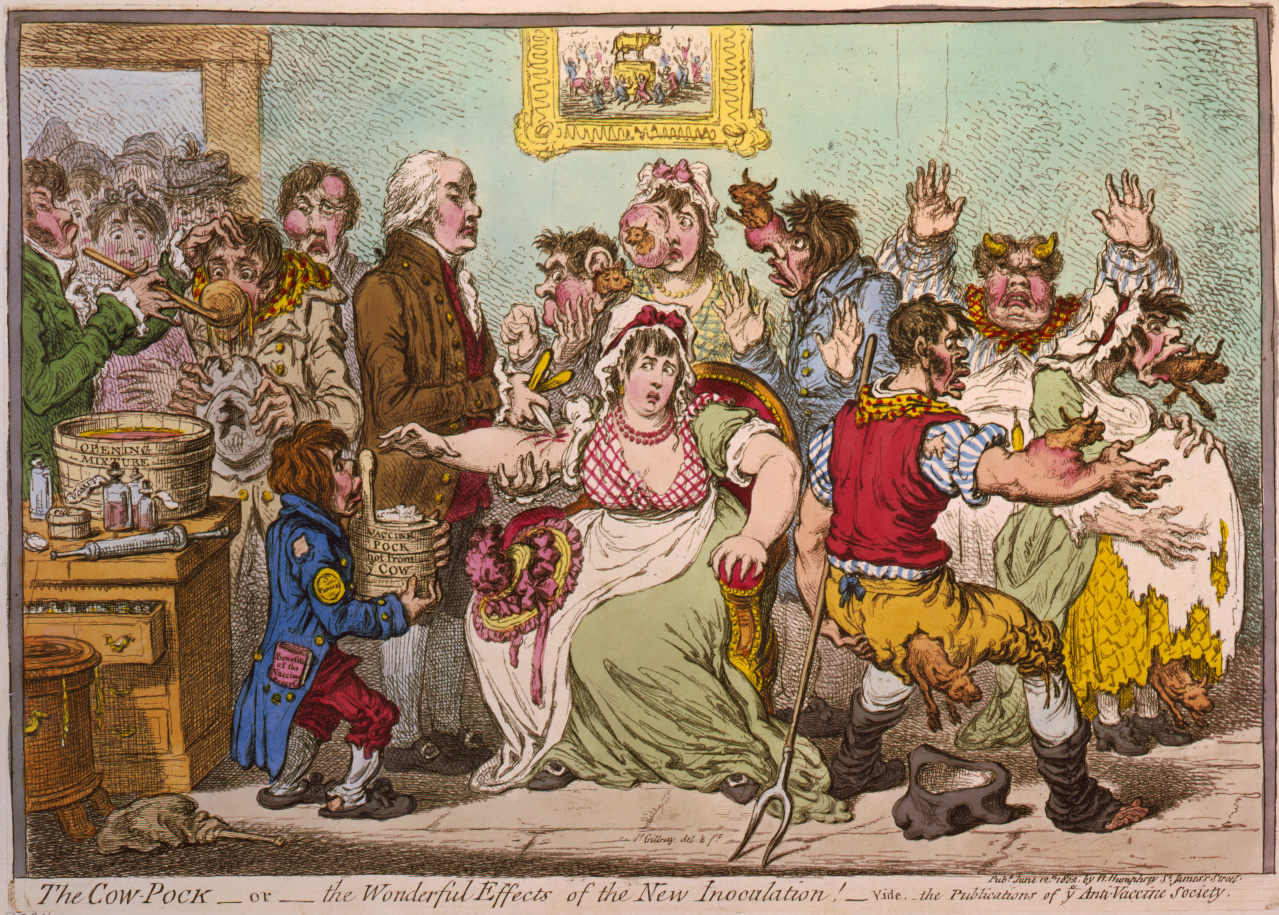
El pock de vaca

Aunque se practicó en muchas partes del mundo, la tecnología de la inoculación, o variolización, no se conocía en Europa hasta 1670. Fue ampliamente publicitado por Lady Mary Wortley Montagu, quien inoculcó a sus propios hijos contra la viruela, a pesar de la preocupación y la controversia generalizadas. La inoculación era la práctica de introducir materiales infectados en los cuerpos de individuos sanos con la esperanza de que contrajeran una forma leve de viruela, se recuperaran y fueran inmunes a otras infecciones. El resultado de las inoculaciones en pacientes sobrevivientes fue exitoso. Estos individuos demostraron ser inmunes a la viruela. Comprensiblemente, había mucha preocupación en torno a la práctica de la inoculación. La persona común era incapaz de comprender la eficacia de infectar intencionalmente a una persona sana con una enfermedad potencialmente mortal. Por lo tanto, muchos eran reacios a tener a sí mismos o a sus familiares inoculados. Hubo casos en los que estos temores fueron validados. Muchos de los que habían sido inoculados murieron como resultado de la viruela a la que habían estado expuestos. Además, existía la posibilidad de un brote accidental de viruela después del contacto entre los pacientes de inoculación y el público. La elección de individuos significativos como John Adams y Abigail Adams para ser inoculados hizo que algunos hicieran que las inoculaciones fueran más aceptadas, pero aún quedaba mucho por hacer.

### George Washington
George Washington contribuyó en gran medida a la progresión de los sistemas de salud pública en Estados Unidos. Durante su tiempo trabajando con el Ejército Continental, Washington observó cómo la viruela y otras enfermedades se propagan como la pólvora a través de campamentos y reuniones del Ejército. Esto fue a menudo debido a las condiciones de vida estrechas y sucias de estos lugares. Washington entendió la naturaleza destructiva de la viruela y otras enfermedades como la malaria, la difteria y la escarlatina. Fue uno de los primeros en introducir la idea de iniciativas sanitarias obligatorias como la inoculación generalizada. Washington también tenía experiencia con enfermedades fuera del ámbito del combate y la guerra. Después de haber sufrido de muchas enfermedades y observar las de su familia, George Washington fue una parte integral del establecimiento de programas de salud pública estadounidenses.
Junto con la cuarentena, otro de los métodos de Washington para mantener a sus hombres sanos fue con el uso de la inoculación. Washington, al igual que otros del período de tiempo, no estaba íntimamente familiarizado con los mecanismos exactos del virus. Sin embargo, él y otros fueron capaces de darse cuenta de que los hombres que previamente se habían contraído y posteriormente se habían recuperado de la viruela eran poco probables que se enfermaran por segunda vez. Así, desde el principio Washington reconoció la ventaja estratégica de estos individuos. Durante un brote en Boston, Washington envió tropas compuestas sólo por hombres que previamente habían sido infectados con viruela. Con esto, fue capaz de proteger a sus soldados y aprovechar la vulnerabilidad de Boston y sus habitantes británicos durante el brote de viruela de marzo de 1776.
Inicialmente, George Washington se mostró reacio a inocular sus tropas. Pero al ver a muchos de sus hombres ser víctimas de la viruela, Washington creía que sería capaz de mantener a sus tropas sanas a través de métodos sanitarios y de cuarentena. Hubo varios acontecimientos que contribuyeron al cambio de la política de Washington. En primer lugar, Washington reconoció que la cuarentena y el intento de limpieza no eran suficientes para mantener a sus tropas vitales sanas y en forma de combate. Además, muchos miembros prominentes de la sociedad colonial se estaban inoculando a sí mismos y a sus familias. Con el tiempo, incluso la esposa de George Washington, Martha Washington fue inoculada. No mucho después de esto, Washington inició la inoculación de las tropas estadounidenses. Washington reconoció los peligros de inocular a estos hombres; muchos pacientes murieron como resultado de la infección causada por la inoculación. Sin embargo, la importancia de mantener a sus hombres sanos superó los riesgos, y casi todos los soldados continentales fueron inoculados contra la viruela. Washington (un sobreviviente de la viruela él mismo) comprendió el peligro que la viruela representaba para sus hombres, diciendo: "La necesidad no sólo autoriza, sino que parece requerir la medida, ya que si el desorden infecta al Ejército... deberíamos tener más que temer de ella, que de la Espada del Enemigo". Sin embargo, fue más complejo que sólo Washington tomar esta decisión. A los funcionarios locales les preocupaba que la inoculación de soldados llevara a la propagación accidental de viruela entre los civiles. Pero Washington insistió en su búsqueda y logró inocular a la mayoría de sus soldados. Junto con el aumento de la popularidad de la práctica, la decisión de Washington de inocular sus tropas también fue extremadamente estratégica; fue capaz de darse cuenta del profundo impacto que una epidemia tendría en sus tropas. La inmunidad estaba inicialmente más extendida entre los hombres británicos que entre los estadounidenses. Esto se debió a la práctica más aceptada de la inoculación en Europa y a la alta tasa de casos infantiles, lo que dio lugar a inmunidad. Con esto, una epidemia propagada entre los estadounidenses podría resultar desastrosa para la causa estadounidense. Con sus hombres en Valley Forge inoculados, Washington fue capaz de proceder con más confianza, sabiendo que al menos sus hombres no serían golpeados por el virus de la viruela.

### John y Abigail Adams

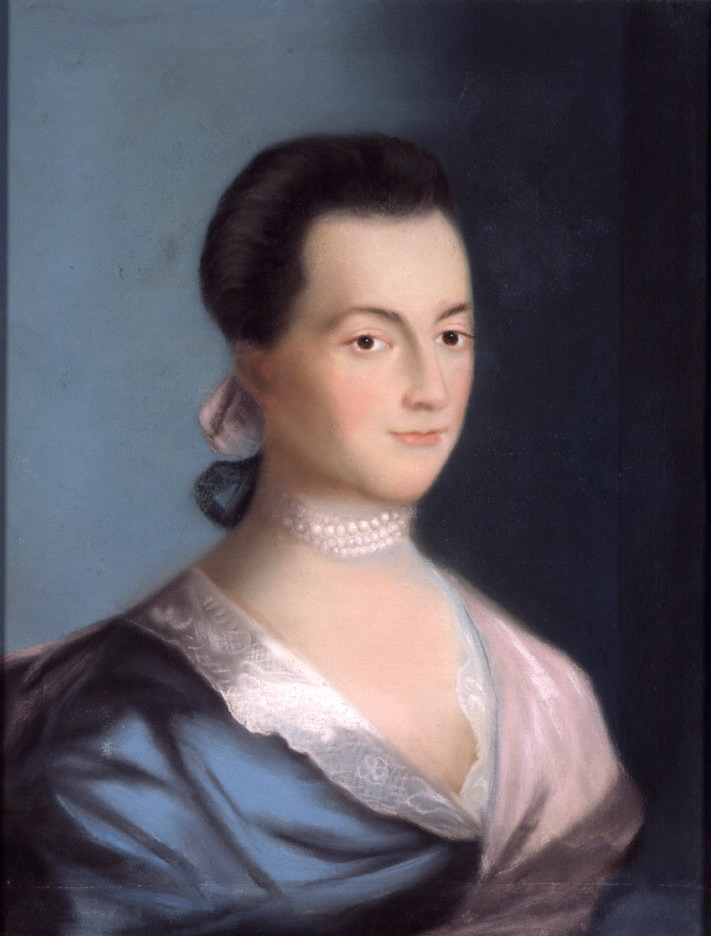
Abigail Adams

Tanto John como Abigail Adams estaban íntimamente familiarizados con la enfermedad y la enfermedad, después de haber visto a muchos miembros de la familia y a sí mismos infectados. Por lo tanto, Abigail se aseguró de educar a sus hijos sobre los peligros de la enfermedad y cómo evitarla mejor. Estas lecciones incluían tanto las prácticas de limpieza como la administración de medicina doméstica. Los Adams comprendieron el peaje que la viruela podía soportar y, por lo tanto, temían la enfermedad y sus efectos duraderos potencialmente devastadores. En julio de 1764, John Adams puso un ejemplo al elegir ser inoculado antes de que fuera una práctica comúnmente aceptada. Aunque las técnicas eran rudimentarias en este momento, Adams sobrevivió a la experiencia, emergiendo con inmunidad protectora. Adams describió el procedimiento de inoculación en una carta a su esposa:
"El Dr. Perkins exigió mi brazo izquierdo y el del Dr. Warren el de mi hermano [probablemente Peter Boylston Adams]. Tomaron sus escalpelos y con sus puntos dividieron la piel alrededor de un cuarto de pulgada y sólo sufriendo la sangre para aparecer, enterraron un hilo (infectado) de aproximadamente un cuarto de pulgada de largo en el Canal. Un poco de pelusa se puso entonces sobre el rasguño y un pedazo de ragg presionado, y luego un vendaje atado sobre todo, y me ven ir a donde y hacer lo que me agradaba... No concluyas de ninguna cosa que haya escrito que creo que la inoculación es un asunto ligero -- Una larga y total abstinencia de todo lo que tiene sabor; dos vómitos largos y pesados, un catártico pesado, cuatro y veinte pastillas mercuriales y antimoniales, y, tres semanas de encierro cercano a una casa, no son, según mi estimación, asuntos menores".
Con este acto, John Adams sienta un precedente para muchos. En el momento de su inoculación, la práctica seguía siendo muy controvertida y desconfiaba de la mayoría. Esto se derivó de los casos en los que los pacientes de inoculación murieron como resultado de la enfermedad contraída. Además, siempre existía el riesgo de inoculación de pacientes infectando involuntariamente a otros. Sin embargo, Adams entendió que los beneficios de la inoculación superaban con creces los riesgos potenciales. Con experiencia en medicina, Adams se esforzó por educar a los demás sobre sus hallazgos y creencias. John Adams fue sin duda una figura destacada en la Revolución Americana; jugó muchos papeles importantes y era conocido por muchos. Adams fue capaz de difundir sus creencias progresistas sobre programas de salud pública como la inoculación aprovechando su estatus durante este tiempo.
En julio de 1776, Abigail y sus cuatro hijos, Charles, Nabby, Thomas y John Quincy, fueron inoculados.

## Implicaciones en la salud pública
Muchas de las principales figuras asociadas con la Revolución Americana también estuvieron involucradas en el intento de detener la desastrosa propagación de la viruela por las colonias estadounidenses y más allá. Tales individuos incluyeron a George Washington, Thomas Jefferson, John Adams y Benjamin Franklin, entre otros. Antes de las medidas tomadas por estos partidos, las políticas de salud pública en las colonias no estaban bien establecidas; se limitaban a situaciones de emergencia. Esto quiere decir que las políticas y programas surgieron en torno a epidemias y cuarentenas, dondequiera que fueran necesarias en el momento. Sin embargo, el flagelo de la viruela provocó cambios que afectarían la salud pública de Estados Unidos en los años venideros.
Un estudio del siglo XX de un
población no vacunada en la India rural encontró tasas de mortalidad del 62 por ciento para confluentes
viruela de tipo ordinario, 37 por ciento para viruela de tipo ordinario semiconfluente y 9 por ciento para viruela de tipo ordinario discreta.
En el momento de su introducción, casi todos los colonos eran extremadamente cautelosos con este nuevo procedimiento médico. Era difícil para ellos entender cómo la infección de un individuo sano podría tener un resultado positivo. Sin embargo, la inoculación salvó muchas vidas y pudo haber protegido al Ejército Continental de la destrucción. El programa de inoculación de viruela allanó el camino para el sistema mundial de salud pública responsable del control y erradicación de muchas enfermedades mortales,incluyendo pero no limitado a la poliomielitis, el sarampión y la difteria.